# Amblychilepas platyactis
Amblychilepas platyactis са вид коремоноги от семейство Fissurellidae.
Срещат се в морските води край бреговете на Южна Африка.
Таксонът е описан за пръв път от Джеймс Хамилтън Маклийн през 1986 година.